# Mees Akkerman
Mees Akkerman (Hilversum, 26 januari 2005) is een Nederlands voetballer die doorgaans als aanvaller speelt bij FC Utrecht.

## Clubcarrière
Akkerman speelde in de jeugd bij HSV Wasmeer,  HC & FC Victoria en BFC Bussum voordat hij in 2018 naar de jeugdopleiding van Vitesse vertrok. In 2020 maakte hij vervolgens de overstap naar de jeugdopleiding van FC Utrecht. Vanaf het seizoen 2023/24 sloot Akkerman aan bij de selectie van Jong FC Utrecht. Zo maakte hij op 14 augustus 2023 zijn officiële debuut in de eerste divisie tegen Jong AZ. Hij startte de met 1-0 verloren uitwedstrijd in de basis. 

## Clubstatistieken
| Seizoen                       | Club            | Competitie      | Competitie | Competitie | Overig | Overig | Totaal | Totaal |
| Seizoen                       | Club            | Competitie      | Wed.       | Dlp.       | Wed.   | Dlp.   | Wed.   | Dlp.   |
| ----------------------------- | --------------- | --------------- | ---------- | ---------- | ------ | ------ | ------ | ------ |
| 2023/24                       | Jong FC Utrecht | Eerste divisie  | 19         | 0          | 0      | 0      | 19     | 0      |
| Carrière totaal               | Carrière totaal | Carrière totaal | 19         | 0          | 0      | 0      | 19     | 0      |
| Bijgewerkt op 15 januari 2024 |                 |                 |            |            |        |        |        |        |